# 신드어 위키백과

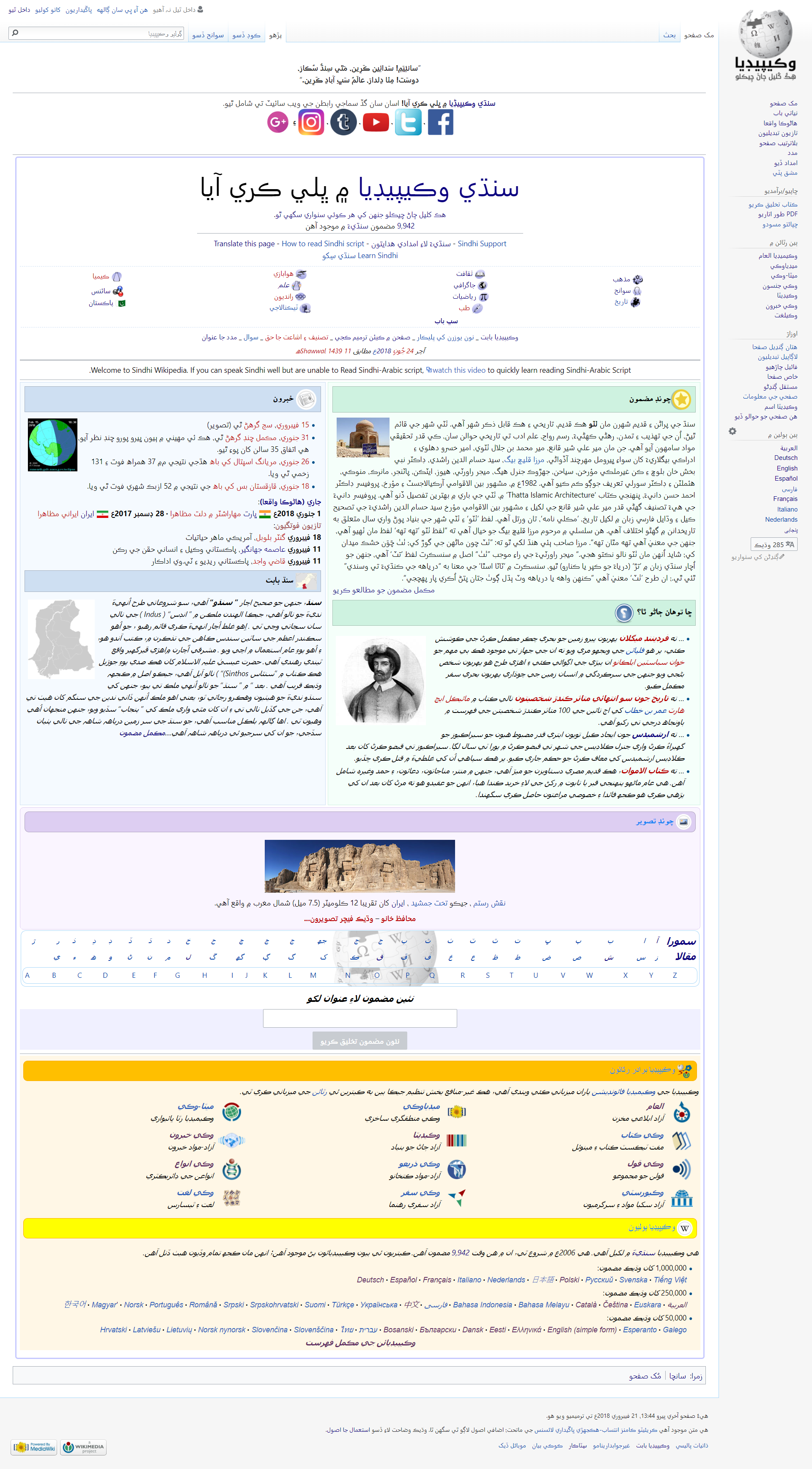

신드어 위키백과는 신드어로 운영되는 위키백과 언어판이다. 2006년에 시작되었다. 기호는 sd이다.

## 같이 보기
- 우르두어 위키백과